# Réthy Mór

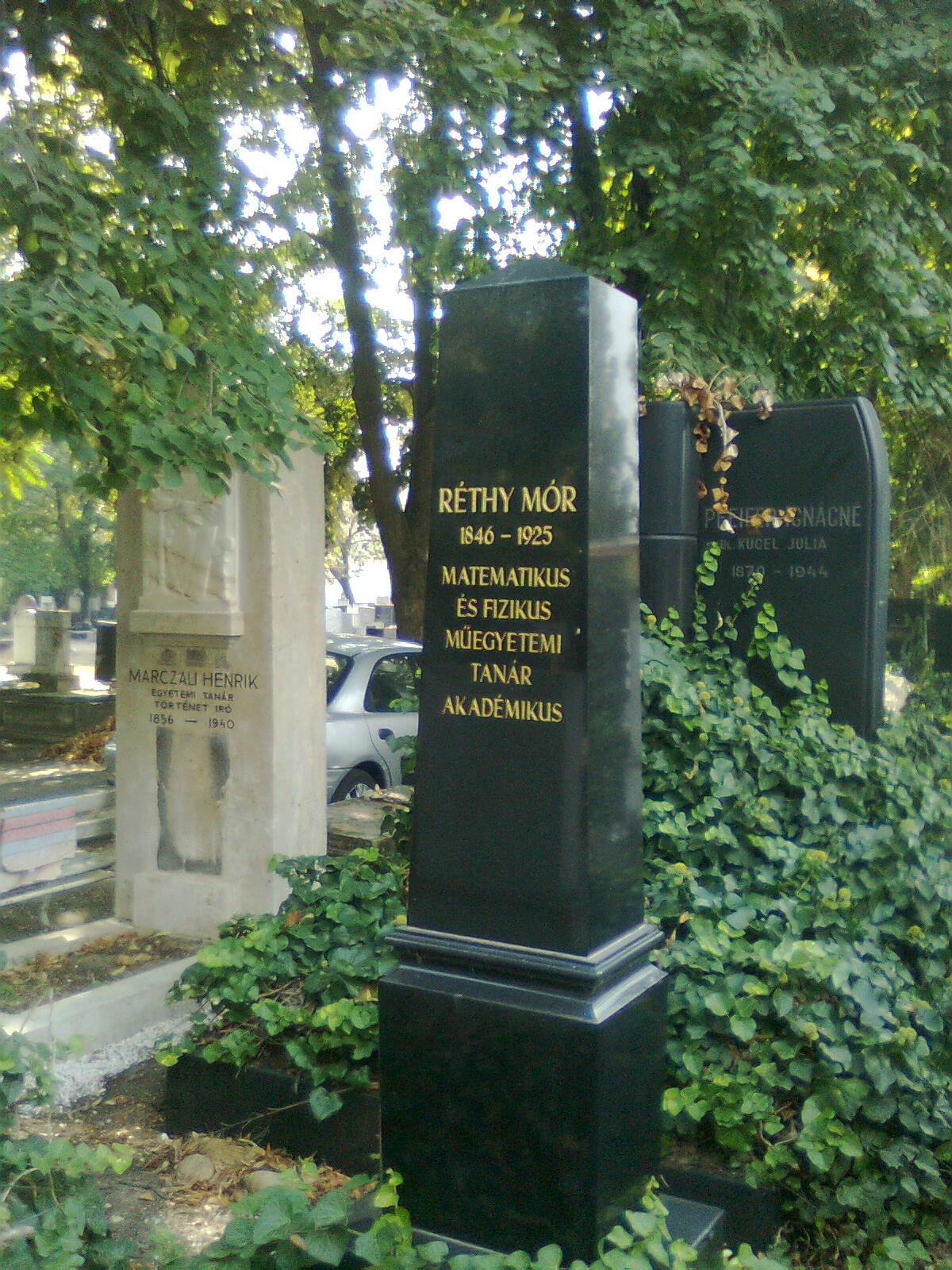
Síremléke a budapesti Kozma utcai izraelita temetőben (5B-11-3)

Réthy Mór (Nagykőrös, 1846. november 9. – Budapest, 1925. október 16.) matematikus, fizikus, a Magyar Tudományos Akadémia tagja.

## Életpályája
A budai és a bécsi egyetemen folytatott tanulmányai után állami ösztöndíjjal a göttingai és a heidelbergi egyetem hallgatója lett. Heidelbergben 1874-ben szerzett doktorátust, majd a kolozsvári tudományegyetem mennyiségtani fizika tanszékére hívták meg egyetemi tanárnak. Az elméleti fizika egyik első magyarországi professzora volt. 1886-tól a budapesti Műegyetemen a geometria, utóbb az elméleti fizika tanára, több ízben pedig az egyetem dékánja. Legismertebb tanítványa Kármán Tódor volt. Alapító tagja az 1891-ben megalakult Mathematikai és Physikai Társulatnak.
Nagy szerepe volt a kolozsvári matematikai iskola kialakításában. Réthy érdeme, hogy Kolozsvárra kerültek olyan híres matematikusok, mint Vályi Gyula, Farkas Gyula és Schlesinger Lajos.
Nemzetközi ismeretségét mutatja, hogy 1924-ben megkapta a heidelbergi egyetem jubiláris doktori díszoklevelét.

## Munkássága
Matematikai munkásságának azok az értekezései a legjelentősebbek, amelyekben Bolyai János és Bolyai Farkas hagyatékát dolgozta fel és néhány eredményüket részletesebben kidolgozta. Kolozsvári tanári pályafutása kezdetén A háromméretű homogén tér úgynevezett nem-euklidikus síktani trigonometriája című (értekezés formájában is közzétett) előadásával Bolyai János Appendixének tanulmányozására buzdította az érdeklődőket. Munkájában a Bolyai-féle trigonometriát eredeti elgondolások alapján építette fel. A végszerűen egyenlő területek Bolyai Farkastól fölvetett kérdésének megoldásával a geometria érdekes, új fejezetét nyitotta meg. Fizikai vizsgálataiból kiemelendők az inkompreszszibilis (összenyomhatatlan) folyadéksugár alakjára vonatkozó eredményei. A számításokban komplex függvénytani eszközöket alkalmazott. Nagy fontosságúak az Ostwald-féle elvekre, valamint a mechanika klasszikus elveire vonatkozó kutatásai. Az elsők között volt, aki fizikai vizsgálataiban előszeretettel alkalmazta a vektoranalízis módszereit.

### Művei
Tanulmányai magyar szakfolyóiratokban, de főleg a Mathematische Annalen-ben jelentek meg. A Magyar Tudományos Akadémia őt bízta meg Bolyai Farkas Tentamen-jének az újra kiadásával (Kőnig Gyulával). Tanulmányai a következő folyóiratokban jelentek meg: Kolozsvári Orvos-Természettudományi Társaság Értesítőj, Akadémiai Értesítő, Poggendorff-féle Annalen,  Természettudományi Közlöny, Wiedemann Annalen, Mathematikai és Fizikai Lapok, Mathematikai és Természettudományi Értesítő.
Önálló kötetei
- A diffractió elméletéhez (1874)
- A kerületre redukálható felület egészletek elméletéhez (1874)
- A háromméretű homogén tér ún. nem-euklidikus síktani trigonometriája (1875)
- A propeller és peripeller felületek elméletéhez (1875)
- A fény törése és visszaverése (1880)
- A sarkított fényrezgés elhajlító rács által való forgatásának magyarázata (1880)
- Végszerűen egyenlő területek (1890)
- Folyadéksugarak (1894)
- Über schwere Flüssigstrahlen (1898)